# Amtsgericht Gravenstein
Das Amtsgericht Gravenstein war ein deutsches Amtsgericht mit Sitz in Gravenstein.

## Geschichte
Mit der Annexion Schleswig-Holsteins wurden 1867 in der nunmehr preußischen Provinz fünf Kreisgerichte und das übergeordnete Appellationsgericht Kiel eingerichtet. Als Eingangsgerichte wurden Amtsgerichte geschaffen, darunter das Amtsgericht Gravenstein als eines von 19 Amtsgerichten des Kreisgerichts Flensburg. Den Gerichtssprengel bildete das Kirchspiel Atzbüll, der Ort Gravenstein und die Kirchspiele Rinkenis, Holebüll, Feldstedt und Warnitz.
1873 wurde das Amtsgericht Gravenstein aufgelöst und sein Sprengel auf die Amtsgerichte Apenrade und Flensburg verteilt.